# Lực lượng phản ứng
Lực lượng phản ứng (tiếng Trung: 陀槍師姐, tiếng Anh: Armed Reaction) là một bộ phim truyền hình hiện đại của Hong Kong năm 1998 lấy đề tài về nữ cảnh sát được sản xuất bởi đài TVB với sự tham gia của Âu Dương Chấn Hoa, Quan Vịnh Hà, Đằng Lệ Danh, Ngụy Tuấn Kiệt, Chu Mễ Mễ. Phim bắt đầu được chiếu trên kênh TVB Jade từ 6 tháng 7 cho đến 31 tháng 7 năm 1998 lúc 9:30-10:30 tối gồm 20 tập.
Sau thành công của phần đầu tiên, phim được làm tiếp thêm 4 phần (Lực Lượng Phản Ứng II, Lực Lượng Phản Ứng  III, Lực Lượng Phản Ứng IV và Lực Lượng Phản Ứng 2021).
Tại Trung Quốc, phim có tựa đề là "Bản Sắc Nữ Cảnh Sát" (女警本色), còn tại Đài Loan, phim được phát hành dưới cái tên "Ma Lạt Nữ Hình Cảnh" (麻辣女刑警) có nghĩa là "Nữ Cảnh Sát Gai Góc," nhưng sau đó lại sử dụng tên gốc của Hong Kong cho các phần tiếp theo. Lý do của việc đổi tên là để phù hợp với ẩn ngữ của từng vùng.

## Nội dung
Phim lấy bối cảnh trước khi Hong Kong được trao trả lại cho Trung Quốc và xoay quanh cuộc sống của 2 nữ cảnh sát là Chu Tố Nga và Trần Tam Nguyên tại Sở Cảnh sát Hong Kong.
Chu Tố Nga (Quan Vịnh Hà) không thực sự coi nặng đến công việc của mình. Cô làm một công việc nhàn hạ tại văn phòng cảnh sát và chỉ chờ cho đến giờ tan làm để được về với chồng con. Công việc của cô tại sở cảnh sát chỉ là để giết thời gian và kiếm thêm tiền đi spa, mua sắm. Tuy nhiên vào một ngày nọ, vợ của sếp Tố Nga hiểu lầm cô ngoại tình với chồng bà ta và buộc cô phải đổi sang làm cảnh sát đi tuần. Cùng lúc đó, Tố Nga cũng phát hiện ra chồng mình có người đàn bà khác và muốn li dị với cô. Chu Tố Nga từ một người phụ nữ vô lo vô nghĩ, chỉ biết dựa dẫm vào chồng, giờ vừa phải đi làm vừa phải trở thành trụ cột của gia đình. Cô đã quyết định đổi sang tổ trọng án để được trả lương cao hơn. Ở đây, cô gặp gỡ Thanh tra Cao cấp, Trần Tiểu Sanh (Âu Dương Chấn Hoa). Trải qua nhiều hiểu lầm, cả hai từ thù ghét biến thành đôi bạn thân thiết và dần nảy sinh tình cảm. Đúng lúc này, chồng cũ của Tố Nga lại quay về và muốn nối lại tình xưa.
Trần Tam Nguyên (Đằng Lệ Minh), cháu gái của Trần Tiểu Sanh, là một cô gái cá tính mạnh luôn mơ ước được trở thành cảnh sát giống chú của mình. Vì cô quá năng nổ trong công việc khiến cho cấp trên của cô là Trình Phong (Ngụy Tuấn Kiệt) cho rằng cô quá tham vọng và ngang tàng, khiến Trần Tiểu Sanh phải ra mặt bênh vực cho cháu gái mình và bảo Trình Phong nên công tâm hơn. Nhưng sau những lần cãi vã, Trình Phong và Tam Nguyên nhận ra cả hai có nhiều điểm chung. Khi bạn gái của Trình Phong chia tay anh, anh bắt đầu có cảm tình với Tam Nguyên.
Một kẻ thù năm xưa của Trần Tiểu Sanh vừa mãn hạn tù thì cùng lúc đó Tiểu Sanh bị nghi là hung thủ giết người. Để tìm bằng chứng minh oan cho mình, Tiểu Sanh phải đào tẩu và sống trong lẩn trốn.

## Phân vai

### Gia đình họ Trần
- Âu Dương Chấn Hoa 歐陽震華 vai Trần Tiểu Sanh 陳小生 - thanh tra cấp cao của sở cảnh sát. Anh từng làm ở Đội đặc nhiệm nhưng phải chuyển công tác sau khi bị một tên tội phạm bắn bị thương ở chân. Bố mẹ của anh mất sớm và anh được nuôi lớn bởi chị dâu là Vương Nhị Muội.
- Chu Mễ Mễ 朱咪咪 vai Vương Nhị Muội 王二妹 - chị dâu của Trần Tiểu Sanh và mẹ của Trần Tam Nguyên, Trần Tứ Hỉ và Trần Ngũ Phúc. Khi chồng chết, bà một mình nuôi lớn em trai của chồng và ba người con.
- Đằng Lệ Danh 滕麗名 vai Trần Tam Nguyên 陳三元 - cháu gái của Trần Tiểu Sanh, con cả của Vương Nhị Muội. Là một nữ cảnh sát trẻ tham vọng, sẵn sàng đặt cược tính mạng của mình để hoàn thành nhiệm vụ.
- Lương Tuyết Mi 梁雪湄 vai Trần Tứ Hỉ 陳四喜 - con thứ hai của Vương Nhị Muội, em gái Trần Tam Nguyên
- Diêu Nhạc Di 姚樂怡 vai Trần Ngũ Phúc 陳五福- con thứ ba của Vương Nhị Muội, em gái Trần Tam Nguyên

### Gia đình họ Dư
- Quan Vịnh Hà 關詠荷 vai Chu Tố Nga 朱素娥 - một nữ cảnh sát làm việc văn phòng vô lo vô nghĩ cho đến khi cuộc sống của cô bị đảo lộn: bị chuyển sang đội tuần tra và phát hiện chồng ngoại tình.
- Trương Cấm Trình 張錦程 vai Dư Vĩnh Tài 余永財 - chồng của Chu Tố Nga. Anh bỏ vợ và con trai để sang Đại lục kết hôn với người tình đang mang thai
- Đinh Lực 丁力 vai Dư Gia Nhạc余家樂 - con trai 10 tuổi của Chu Tố Nga và Dư Vĩnh Tài. Cậu bé trở nên thân thiết với Trần Tiểu Sanh từ sau khi cha của cậu bỏ đi.

### Gia đình họ Trình
- Nguỵ Tuấn Kiệt 魏駿傑 vai Trình Phong 程峰 - Sếp của Tam Nguyên
- Sở Nguyên 楚原 vai Trình Thủ Trung 程守忠 - cha của Trình Phong
- Mã Hải Luân 馬海倫 vai Hà Kim Mai 何金梅 - mẹ của Trình Phong

## Đánh giá
- Phim vấp phải một số chỉ trích vì việc xào lại các tình tiết phim, nhân vật và những chi tiết phi logic trong kịch bản

## Giải thưởng

### Giải thưởng thường niên TVB 1998
- Phim truyền hình hay nhất (hạng #3)
- Nữ diễn viên chính xuất sắc - Quan Vịnh Hà (hạng #3)
- Nam diễn viên chính xuất sắc - Âu Dương Chấn Hoa (hạng #2)

### Top 10 cảnh sát lý tưởng trên truyền hình
(do Sở Cảnh sát Hong Kong tổ chức)
- Chu Tố Nga (Quan Vịnh Hà) - hạng #9, và là nữ cảnh sát duy nhất [4]

### Top 10 phim có rating cao nhất 1998
- Hạng 2 (35 điểm)[5]